# Thành phố Hồ Chí Minh 5–2 Long An (2017)
Trận đấu giữa hai câu lạc bộ Thành phố Hồ Chí Minh và Long An, còn được biết đến với cái tên trò hề trên sân Thống Nhất, diễn ra trong khuôn khổ vòng 6 thuộc lượt đi của Giải bóng đá Vô địch Quốc gia Việt Nam mùa giải 2017. Trận đấu này được ấn định vào ngày 19 tháng 2 năm 2017, trên sân vận động Thống Nhất và kết thúc với phần thắng dành cho đội chủ nhà, câu lạc bộ Thành phố Hồ Chí Minh. 
Trước trận đấu này, cả Thành phố Hồ Chí Minh và Long An đều có kết quả thi đấu không tốt, tạm thời xếp ở các vị trí cuối bảng xếp hạng. Do đó, trận đấu đã diễn ra khá kịch tính cho đến phút thứ 81, khi trọng tài Nguyễn Trọng Thư cho đội chủ nhà Thành phố Hồ Chí Minh hưởng quả phạt đền gây tranh cãi. Nhằm phản đối quyết định của trọng tài Thư, toàn đội Long An chủ động không thi đấu, không tranh chấp và để đội chủ nhà thành phố Hồ Chí Minh dễ dàng ghi ba bàn liên tiếp ở những phút thi đấu cuối cùng. Trận đầu kết thúc bằng chiến thắng chung cuộc với tỷ số 5–2 cho câu lạc bộ Thành phố Hồ Chí Minh, với một cú hat-trick của Víctor Ormazábal, hai bàn còn lại được ghi bởi Rod Dyachenko và Nguyễn Tuấn Anh; trong khi hai bàn thắng của đội Long An được ghi bởi Oseni Ganiyu và Nguyễn Tài Lộc.
Câu lạc bộ bóng đá Long An và nhiều cá nhân của câu lạc bộ này sau đó đã phải nhận án phạt nặng của Liên đoàn bóng đá Việt Nam. Tuy nhiên, trận đấu này đã để lại tác động xấu và làm mất đi hình ảnh của bóng đá Việt Nam, không chỉ đối với dư luận trong nước mà còn đối với quốc tế. Ngoài ra, sự việc xảy ra trong trận đấu còn được bình chọn là "hình ảnh xấu nhất năm 2017" của bóng đá Việt Nam. Cuối mùa giải 2017, câu lạc bộ Long An đã phải xuống thi đấu tại giải Hạng Nhất Quốc gia, trong khi Thành phố Hồ Chí Minh trụ hạng thành công. 

## Bối cảnh trận đấu

### Tình hình bóng đá trong nước
| VT | Câu lạc bộ          | ST | T | H | B | BT | BB | HS | Đ |
| -- | ------------------- | -- | - | - | - | -- | -- | -- | - |
| 10 | Sanna Khánh Hòa BVN | 5  | 1 | 2 | 2 | 5  | 9  | -4 | 5 |
| 11 | Long An             | 5  | 1 | 1 | 3 | 6  | 8  | -2 | 4 |
| 12 | Hoàng Anh Gia Lai   | 5  | 1 | 1 | 3 | 5  | 7  | -2 | 4 |
| 13 | TP. Hồ Chí Minh     | 5  | 1 | 1 | 3 | 3  | 7  | -4 | 4 |
| 14 | XSKT Cần Thơ        | 5  | 0 | 2 | 3 | 5  | 13 | -8 | 2 |

Giải bóng đá Vô địch Quốc gia 2017 khởi tranh ngày 7 tháng 1 năm 2017 với 14 đội bóng tham dự, thi đấu theo thể thức vòng tròn hai lượt với 26 vòng đấu và 182 trận đấu. Trận đấu lượt đi giữa hai câu lạc bộ bóng đá Thành phố Hồ Chí Minh và Long An được ấn định diễn ra vào vòng đấu thứ 6. Thời điểm trận đấu diễn ra, mùa giải V.League 2017 đã đi qua 5 vòng đấu, tuy nhiên để lại nhiều tranh cãi xoay quanh các quyết định của trọng tài cũng như chất lượng trọng tài Việt Nam. Trên bảng xếp hạng, hai câu lạc bộ Thành phố Hồ Chí Minh và Long An đều có 4 điểm, với 1 trận thắng, 1 trận hòa và 3 trận thua, xếp lần lượt ở hai vị trí thứ 13 và 11, các vị trí ở nhóm cuối của giải đấu.

### Về phía các đội bóng

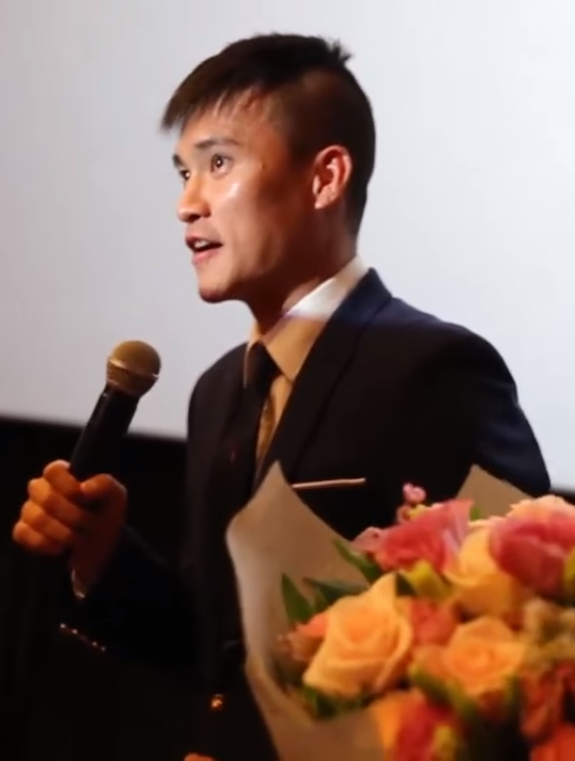
Cựu tuyển thủ Lê Công Vinh, người được mời về ban lãnh đạo câu lạc bộ Thành phố Hồ Chí Minh năm 2016

Câu lạc bộ bóng đá Thành phố Hồ Chí Minh vô địch giải Hạng Nhất và được thăng hạng trở lại V.League ở mùa giải 2016. Trong mùa giải đầu tiên lên chơi tại giải vô địch quốc gia, đội bóng này đã có sự chuẩn bị về mặt lực lượng khi chiêu mộ các cầu thủ như Trương Đình Luật, Âu Văn Hoàn, Châu Lê Phước Vĩnh, hay các ngoại binh như Víctor Ormazábal, Rod Dyachenko,... Bên cạnh đó, câu lạc bộ cũng bổ nhiệm  Alain Fiard làm huấn luyện viên trưởng, còn Lư Đình Tuấn đóng vai trò trợ lý. Ngoài ra, cựu tuyển thủ Lê Công Vinh cũng được mời về để giữ một vai trò trong ban lãnh đạo đội bóng. Tuy nhiên, đội bóng khởi đầu chưa thực sự tốt với 1 trận thắng, 1 trận hòa và 3 trận thua, xếp ở vị trí thứ 13 sau vòng 5. Vòng đấu gần nhất, câu lạc bộ Thành phố Hồ Chí Minh để thua với tỷ số 0–1 trên sân của đội đầu bảng Thanh Hóa, với bàn thua duy nhất ở phút bù giờ.
Câu lạc bộ bóng đá Long An đã thi đấu ở V.League 2016, tuy nhiên đội bóng này thi đấu không tốt, chỉ giành 19 điểm và xếp ở vị trí thứ 13 chung cuộc, phải tham dự trận play-off để giành quyền tham dự mùa giải tiếp theo. Trong trận đấu này, Long An đã đánh bại Viettel với tỷ số 1–0 để chính thức được tham dự giải vô địch quốc gia mùa bóng 2017. Ở mùa giải 2017, câu lạc bộ này đặt mục tiêu nằm ở nhóm giữa bảng xếp hạng. Để chuẩn bị cho mùa giải mới, câu lạc bộ đã mượn trung vệ Nguyễn Nam Anh của câu lạc bộ Hà Nội; ngoài ra cũng ký hợp đồng với các cầu thủ Văn Nam, Đình Hiệp, Quý Sửu, Hoàng Danh Ngọc; đồng thời bổ sung hai ngoại binh là Ash Apollon và Oseni Ganiyu. Tuy nhiên, qua 5 vòng đấu đầu tiên của V.League 2017, Long An cũng thi đấu chưa thực sự tốt khi chỉ giành được 4 điểm và đứng ở vị trí thứ 11 với 1 trận thắng, 1 trận hòa và 3 trận thua. Ở vòng đấu gần nhất, câu lạc bộ này để thua với tỷ số 1–2 ngay trên sân nhà trước câu lạc bộ Hải Phòng.

## Diễn biến

### Hiệp một
Hai đội Thành phố Hồ Chí Minh và Long An bắt đầu trận đấu một cách khá chậm chạp và tẻ nhạt, khi trong 20 phút đầu tiên không có tình huống nào nguy hiểm được tạo ra. Phút 35, Apollon có pha đi bóng và đột phá, vượt qua thủ môn Đinh Xuân Việt, rồi kiến tạo cho Oseni có pha dứt điểm cận thành mở tỷ số cho câu lạc bộ Long An. Ngay sau đó, đội Thành phố Hồ Chí Minh dồn lên tấn công và chỉ ít phút sau, trung vệ Nam Anh của Long An để bóng chạm tay trong vòng cấm địa, trọng tài Nguyễn Trọng Thư cho đội chủ nhà hưởng phạt đền. Trên chấm phạt đền, Victor đã dứt điểm chính xác gỡ hòa 1–1 cho Thành phố Hồ Chí Minh ở phút 39. Hiệp 1 kết thúc với tỷ số hòa 1–1.

### Hiệp hai và tình huống tranh cãi

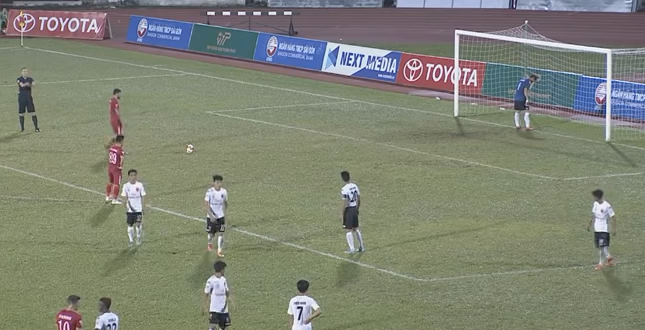
Thủ môn Minh Nhựt của đội Long An quay lưng khi cầu thủ Víctor Ormazábal của Thành phố Hồ Chí Minh thực hiện quả penalty nâng tỷ số lên 3–2

Sang hiệp hai của trận đấu, đội chủ nhà Thành phố Hồ Chí Minh đẩy cao đội hình chơi tấn công, và ngay phút thứ 47, từ một tình huống tạt bóng, Rod Dyachenko có pha bật cao đánh đầu, sau đó, bóng đến chân tiền đạo Víctor Ormazábal và cầu thủ này có pha đệm bóng cận thành nâng tỷ số lên 2–1 cho đội chủ nhà, cũng là bàn thắng thứ hai của anh trong trận đấu. Tuy nhiên, đội khách Long An cũng nhanh chóng có bàn thắng gỡ hòa của Nguyễn Tài Lộc ở phút thứ 54 sau một tình huống phản công.
Trận đấu diễn ra bình thường cho đến phút thứ 80 của trận đấu và tỷ số trận đấu lúc này là 2–2. Phút 81, từ quả treo bóng của cầu thủ Nguyễn Minh Trung bên phía câu lạc bộ Thành phố Hồ Chí Minh, Dyachenko đã ngã trong vòng cấm của Long An khi tranh chấp với cầu thủ Hoàng Lâm bên phía đội khách. Trọng tài Nguyễn Trọng Thư đã cắt còi, cho rằng cầu thủ của Long An phạm lỗi và đội chủ nhà Thành phố Hồ Chí Minh được hưởng quả phạt đền.
Quyết định của trọng tài Nguyễn Trọng Thư khiến các cầu thủ Long An phản đối rất dữ dội. Cả đội Long An đã rời sân, tiến về khu vực kỹ thuật khiến trận đấu bị gián đoạn gần 10 phút. Sau đó, các cầu thủ đội khách được kêu gọi vào sân tiếp tục thi đấu nhưng chỉ có thủ môn Nguyễn Minh Nhựt vào sân bắt quả penalty của Víctor, còn các cầu thủ khác thì đứng im không thi đấu. Thủ thành Minh Nhựt khi đối mặt với tình huống phạt đền, còn đứng quay lưng với Víctor Ormazábal nhằm thể hiện thái độ không muốn bắt; và cầu thủ người Argentina dễ dàng ghi bàn thắng thứ ba của mình trong trận đấu (lập hat-trick), đồng thời nâng tỷ số lên 3–2 cho đội chủ nhà. Sau đó, cầu thủ Long An giao bóng, nhưng vì phản đối trọng tài, toàn đội khách đã đứng yên, không tranh chấp, bỏ khung thành và để mặc cho hai cầu thủ Nguyễn Tuấn Anh và Rod Dyachenko của Thành phố Hồ Chí Minh dẫn bóng vào lưới trống ghi thêm 2 bàn thắng. Trong đó, ở bàn thắng nâng tỷ số lên 4–2 của Tuấn Anh, thủ môn Minh Nhựt còn thực hiện động tác "nhào lộn". Trận đấu được bù giờ 10 phút, nhưng do thái độ không muốn thi đấu của Long An, trọng tài đã thổi còi kết thúc sớm trận đấu; với tỷ số chung cuộc là 5–2, chiến thắng dành cho cho đội chủ nhà Thành phố Hồ Chí Minh.

### Kết quả chung cuộc
| Thành phố Hồ Chí Minh                                                            | 5–2   | Long An                                 |
| -------------------------------------------------------------------------------- | ----- | --------------------------------------- |
| - Víctor Ormazábal 39', 47', 90+1' - Nguyễn Tuấn Anh 90+2' - Rod Dyachenko 90+3' | [ 1 ] | - Oseni Ganiyu 35' - Nguyễn Tài Lộc 54' |

| Thành phố Hồ Chí Minh | Long An |

|                  |    |                      |     |     |
|                  |    |                      |     |     |
| TM               | 1  | Đinh Xuân Việt       | 51' |     |
| HV               | 89 | Âu Văn Hoàn          |     |     |
| HV               | 20 | Trương Đình Luật (c) | 51' |     |
| HV               | 11 | Nguyễn Văn Việt      |     |     |
| HV               | 6  | Châu Lê Phước Vĩnh   |     |     |
| TV               | 17 | Nguyễn Minh Trung    |     |     |
| TV               | 37 | Nguyễn Hồng Việt     |     | 63' |
| TV               | 8  | Víctor Ormazábal     |     |     |
| TV               | 18 | Trần Thanh Bình      |     | 70' |
| TĐ               | 14 | Đỗ Thanh Sang        |     | 46' |
| TĐ               | 10 | Rod Dyachenko        |     |     |
| Dự bị:           |    |                      |     |     |
| TM               | 25 | Lương Văn Nhàn       |     |     |
| HV               | 15 | Nguyễn Hữu Tuấn      |     |     |
| HV               | 38 | Nguyễn Trọng Phi     |     | 63' |
| TV               | 24 | Bùi Trần Kiệt        |     |     |
| TV               | 2  | Lê Minh Hòa          |     |     |
| TV               | 19 | Lê Mạnh Dũng         |     |     |
| TV               | 23 | Trần Hoàng Phương    |     |     |
| TV               | 7  | Võ Duy Nam           |     | 70' |
| TĐ               | 9  | Nguyễn Tuấn Anh      |     | 46' |
| Huấn luyện viên: |    |                      |     |     |
| Alain Fiard      |    |                      |     |     |

|                  |    |                       |     |     |
|                  |    |                       |     |     |
| TM               | 1  | Nguyễn Minh Nhựt      |     |     |
| HV               | 60 | Phạm Hoàng Lâm        | 62' |     |
| HV               | 27 | Nguyễn Nam Anh        |     |     |
| HV               | 20 | Huỳnh Quang Thanh (c) |     |     |
| HV               | 22 | Ashkanov Apollon      |     |     |
| HV               | 96 | Nguyễn Văn Nam        |     |     |
| TV               | 12 | Nguyễn Quý Sửu        | 33' | 72' |
| TV               | 11 | Huỳnh Tấn Tài         |     |     |
| TV               | 24 | Phan Tấn Tài          |     | 56' |
| TV               | 17 | Nguyễn Tài Lộc        |     |     |
| TĐ               | 90 | Oseni Ganiyu          |     |     |
| Dự bị:           |    |                       |     |     |
| TM               | 26 | Nguyễn Tiến Anh       |     |     |
| HV               | 6  | Huỳnh Trần Đức Thịnh  |     |     |
| HV               | 23 | Hà Vũ Em              |     |     |
| HV               | 4  | Nguyễn Thành Trung    |     |     |
| HV               | 19 | Phạm Thanh Cường      |     |     |
| TV               | 10 | Phan Văn Tài Em       |     | 56' |
| TV               | 7  | Huỳnh Thiện Nhân      |     | 72' |
| TV               | 18 | Hoàng Danh Ngọc       |     |     |
| TĐ               | 89 | Nguyễn Đình Hiệp      |     |     |
| Huấn luyện viên: |    |                       |     |     |
| Ngô Quang Sang   |    |                       |     |     |

| Trợ lý trọng tài: Nguyễn Chí Trường Nguyễn Văn Hậu Trọng tài thứ tư: Trần Đình Thịnh Nguồn: | Giám sát trận đấu: Trần Đắc Thành Giám sát trọng tài: Đặng Thanh Hạ |

## Tranh cãi và tác động

### Dư luận trong và ngoài nước
Những diễn biến trong trận đấu đã tạo ra nhiều luồng tranh cãi trong dư luận. Huấn luyện viên Ngô Quang Sang của đội Long An cho rằng trọng tài đã làm sai lệch kết quả trận đấu, đồng thời nhận định bóng đá Việt Nam sẽ không bao giờ phát triển được nếu vẫn còn hiện tượng như vậy. Còn huấn luyện viên Alain Fiard thì cảm thấy sốc khi chứng kiến những gì xảy ra trong những phút cuối trận, ông cho rằng đây là lần đầu tiên ông chứng kiến hiện tượng này. Chủ tịch câu lạc bộ Long An khi đó Võ Thành Nhiệm cho biết ông "không thể chịu nổi" cách điều hành "có vấn đề" của tổ trọng tài làm việc ở trận đấu này. Lê Công Vinh, với vai trò là lãnh đạo của câu lạc bộ Thành phố Hồ Chí Minh, thì lên tiếng xin lỗi các khán giả đã mua vé và theo dõi trận đấu này; anh cho rằng dù không phải do đội Thành phố Hồ Chí Minh gây ra, nhưng tình huống tranh cãi đã làm ảnh hưởng lớn đến chất lượng trận đấu và cảm xúc của khán giả.
Về phía Liên đoàn bóng đá Việt Nam, họ chỉ trích cách phản ứng của các cầu thủ Long An và coi những hành động này là "không thể chấp nhận, thiếu tôn trọng khán giả, thiếu tôn trọng giải đấu". Các trọng tài và cựu trọng tài tại Việt Nam cũng có những bất đồng xung quanh tình huống penalty gây tranh cãi, người thì cho là đúng, người thì nhận định trọng tài sai. Một số tờ báo trong nước coi sự việc xảy ra trong trận đấu là một "nỗi nhục" của bóng đá Việt Nam. Bộ Văn hóa, Thể thao và Du lịch nhận xét hành vi cầu thủ "đứng yên không thi đấu" là "phi thể thao", "thiếu văn hóa" và yêu cầu chấn chỉnh V.League. Theo nhà báo Phan Đăng, phản ứng của cầu thủ Long An là "quá xấu xí" và "nhục nhã". Ngay cả một tài khoản YouTube cũng chỉ trích hành động của câu lạc bộ Long An trong phần bình luận MV ca khúc "Nơi này có anh" của ca sĩ Sơn Tùng M-TP, lúc đó đang rất nổi tiếng.
Không chỉ dư luận trong nước, sự việc câu lạc bộ Long An không thi đấu để phản đối quyết định của trọng tài cũng được báo chí quốc tế đề cập, từ đó làm "xấu mặt" bóng đá Việt Nam trong mắt người hâm mộ quốc tế. Tờ báo Eurosport của Anh cũng như kênh truyền hình thể thao ESPN coi hành động của câu lạc bộ Long An là một "cách phản đối lạ lùng", "không thể tin nổi". Trang Goal thì coi đây là một hành động "giận dỗi". Tờ Washington Post cho rằng hai đội đã có trận đấu "tuyệt vời" cho đến tình huống tranh cãi, đồng thời cho rằng phong cách phản đối của cầu thủ Long An "có lẽ là duy nhất ở Việt Nam"; trong khi The Guardian của Anh thì đăng tải video hành vi phản đối của Long An trong mục "The amazing world of sport" với hàm ý mỉa mai. Tờ Clarín của Argentina thì dùng từ "curiosa" (tò mò, ngạc nhiên) để nói về sự phản đối mà các cầu thủ Long An đã thể hiện trong trận đấu. Ngoài ra, nhiều trang tin quốc tế khác cũng đã đề cập với hàm ý "mỉa mai" sự việc của câu lạc bộ Long An.

### Án phạt và kỷ luật

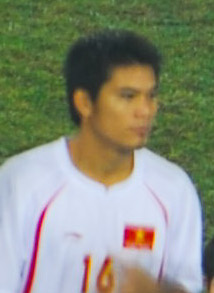
Cầu thủ Huỳnh Quang Thanh, đội trưởng câu lạc bộ Long An, người bị treo giò 2 năm

Việc các cầu thủ Long An để xảy ra sự cố trên sân vận động Thống Nhất khiến cho câu lạc bộ Long An và nhiều cá nhân của câu lạc bộ phải nhận các án phạt của Liên đoàn bóng đá Việt Nam và sự khiển trách của chính quyền. Tập thể câu lạc bộ Long An đã bị Sở Văn hóa, Thể thao và Du lịch tỉnh này khiển trách; bên cạnh đó ông Võ Thành Nhiệm, Chủ tịch câu lạc bộ Long An, đã phải xin từ chức, ngoài ra còn bị phạt tiền và cấm tham dự các hoạt động bóng đá trong vòng 3 năm. Bản thân câu lạc bộ Long An cũng phải nhận hình thức kỷ luật cảnh cáo và phạt tiền 100 triệu đồng.
Về phía ban huấn luyện và các cầu thủ Long An, những án phạt cũng đã được đưa ra. Ông Ngô Quang Sang đã bị câu lạc bộ Long An cách chức huấn luyện viên trưởng, bên cạnh đó còn bị Liên đoàn bóng đá Việt Nam phạt tiền, cấm hoạt động bóng đá trong 3 năm. Đội trưởng Huỳnh Quang Thanh cũng đã bị câu lạc bộ cách chức, ngoài ra còn bị Liên đoàn bóng đá Việt Nam phạt tiền và bị treo giò 2 năm. Còn thủ môn Nguyễn Minh Nhựt bị câu lạc bộ Long An cắt tiền lương và tiền thưởng, bên cạnh đó VFF phạt tiền và treo giò cầu thủ này 2 năm; tuy nhiên vào đầu năm 2018, Minh Nhựt đã được giảm án sớm 1 năm. Vào tháng 5 năm 2018, cầu thủ Huỳnh Quang Thanh cũng đã được Liên đoàn bóng đá Việt Nam xóa án kỷ luật.
Đối với trọng tài Nguyễn Trọng Thư, dù không bị kỷ luật nhưng dư luận cho rằng ông này là người quen biết và có mối quan hệ "ruột thịt" đối với Trưởng ban Trọng tài V.League khi đó là ông Nguyễn Văn Mùi. Trọng tài Thư sau đó đã không được phân công làm nhiệm vụ tại lượt về V.League 2017 do "không vượt qua đợt kiểm tra thể lực". Còn Trưởng ban Trọng tài Nguyễn Văn Mùi đã bị mất quyền phân công trọng tài tại giải vô địch quốc gia kể từ vòng đấu thứ 9.

### Tác động
Trận thua trước câu lạc bộ Thành phố Hồ Chí Minh vòng 6 khiến Long An tụt xuống vị trí cuối cùng trên bảng xếp hạng. Sau khi cách chức ông Ngô Quang Sang, Long An đã bổ nhiệm cựu cầu thủ Nguyễn Minh Phương làm huấn luyện viên trưởng. Tuy nhiên, đội bóng này đã trải qua chuỗi 16 trận không thắng liên tiếp, trong đó có trận thua 2–3 ở trận lượt về trước chính Thành phố Hồ Chí Minh trên sân nhà. Chuỗi trận tệ hại khiến Long An chính thức phải xuống chơi tại giải Hạng Nhất sau vòng 24 khi để thua 2–3 trước Sông Lam Nghệ An trên sân Vinh. Kể từ khi xuống hạng vào năm 2017, câu lạc bộ Long An chưa thể thăng hạng trở lại tại V.League, thậm chí đội bóng này chỉ còn là đại diện duy nhất của bóng đá miền Tây Nam Bộ tham dự giải Hạng Nhất 2023 và suýt phải xuống thi đấu ở hạng Nhì vào năm 2020. Về phía Thành phố Hồ Chí Minh, câu lạc bộ này tuy trụ hạng nhưng huấn luyện viên Alain Fiard vẫn bị sa thải khi mùa giải còn chưa kết thúc.
Cho đến thời điểm hiện tại, sự cố trong trận đấu giữa Thành phố Hồ Chí Minh và Long An vẫn được xem như một "vết nhơ" lớn của nền bóng đá Việt Nam, cùng với đó là những vấn đề cố hữu liên quan đến công tác trọng tài trong các giải bóng đá ở quốc gia này. Báo chí trong nước và một số báo tiếng Việt quốc tế đã gọi những sự việc xảy ra trong trận đấu là "trò hề trên sân Thống Nhất". Những hành động của các cầu thủ Long An trong trận đấu khiến cho niềm tin của người hâm mộ cũng như giới chuyên môn vào công tác trọng tài, giải vô địch quốc gia và cả nền bóng đá Việt Nam thời điểm đó ngày càng lung lay, giảm sút. Chỉ vài tháng sau, đội tuyển U-22 Việt Nam đã bị loại ngay từ vòng bảng SEA Games 29 dù có đội hình được kỳ vọng lớn cùng những thành công ở các cấp tuyển trẻ trước đó, điều này khiến V.League nhận về nhiều đánh giá tiêu cực trong việc tạo môi trường để các cầu thủ trẻ phát triển và góp phần dẫn đến việc nhiều quan chức bóng đá Việt Nam xin rút lui trong năm 2017; còn báo Công An Nhân Dân cho rằng sự cố của thủ môn Minh Nhựt trong trận đấu này đã "mở hàng" cho sự cố của các thủ môn Việt Nam trong năm này và góp phần dẫn đến thất bại của đội tuyển U-22 tại SEA Games 29. Một thống kê cho thấy mùa giải 2017 tại V.League có lượng khán giả đến sân trung bình thấp nhất trong giai đoạn 5 năm từ 2013–2017. Cuối năm 2017, nhà tài trợ Toyota dừng hợp đồng tài trợ cho giải bóng đá vô địch quốc gia Việt Nam và quay sang đầu tư cho giải bóng đá vô địch quốc gia Thái Lan (Thai League 1) với mức giá cao gấp 3,75 lần so với V.League, khiến nhiều luồng dư luận và báo chí cho rằng giá trị của V.League đã giảm sút sau những vụ việc, sự cố đã xảy ra trong các trận đấu. Vụ bê bối này cũng được bình chọn là "hình ảnh xấu nhất năm 2017" của bóng đá Việt Nam.